# JoJo/Diskografie
Diese Diskografie ist eine Übersicht über die musikalischen Werke der US-amerikanischen Pop- und R&B-Sängerin JoJo. Den Schallplattenauszeichnungen zufolge hat sie bisher mehr als 4,9 Millionen Tonträger verkauft, davon alleine in ihrer Heimat über 3,5 Millionen. Ihre erfolgreichste Veröffentlichung ist das Debütalbum JoJo mit über 1,3 Millionen verkauften Einheiten.

## Alben

### Studioalben
| Jahr | Titel Musiklabel                                  | Höchstplatzierung, Gesamtwochen, AuszeichnungChartplatzierungen (Jahr, Titel, Musiklabel, Platzierungen, Wochen, Auszeichnungen, Anmerkungen) | Höchstplatzierung, Gesamtwochen, AuszeichnungChartplatzierungen (Jahr, Titel, Musiklabel, Platzierungen, Wochen, Auszeichnungen, Anmerkungen) | Höchstplatzierung, Gesamtwochen, AuszeichnungChartplatzierungen (Jahr, Titel, Musiklabel, Platzierungen, Wochen, Auszeichnungen, Anmerkungen) | Höchstplatzierung, Gesamtwochen, AuszeichnungChartplatzierungen (Jahr, Titel, Musiklabel, Platzierungen, Wochen, Auszeichnungen, Anmerkungen) | Höchstplatzierung, Gesamtwochen, AuszeichnungChartplatzierungen (Jahr, Titel, Musiklabel, Platzierungen, Wochen, Auszeichnungen, Anmerkungen) | Anmerkungen                                                |
| Jahr | Titel Musiklabel                                  | DE | AT | CH | UK | US | Anmerkungen                                                |
| ---- | ------------------------------------------------- | --- | --- | --- | --- | --- | ---------------------------------------------------------- |
| 2004 | JoJo Blackground Records (UMG)                    | DE54 Gold · (10 Wo.)DE | — | CH30 (13 Wo.)CH | UK22 Gold · (18 Wo.)UK | US4 Platin · (41 Wo.)US | Erstveröffentlichung: 22. Juni 2004 Verkäufe: + 1.307.500  |
| 2006 | The High Road Blackground Records (UMG)           | — | — | CH96 (1 Wo.)CH | UK24 Gold · (15 Wo.)UK | US3 Gold · (18 Wo.)US | Erstveröffentlichung: 17. Oktober 2006 Verkäufe: + 650.000 |
| 2016 | Mad Love Atlantic Records (WMG)                   | — | — | — | UK46 (1 Wo.)UK | US6 (2 Wo.)US | Erstveröffentlichung: 14. Oktober 2016                     |
| 2020 | Good to Know Warner Records (WMG)                 | — | — | — | — | US33 (1 Wo.)US | Erstveröffentlichung: 1. Mai 2020                          |
| 2020 | December Baby Warner Records (WMG)                | — | — | — | — | — | Erstveröffentlichung: 30. Oktober 2020                     |
| 2021 | Trying Not to Think About It Warner Records (WMG) | — | — | — | — | — | Erstveröffentlichung: 1. Oktober 2021                      |

### Mixtapes
- 2010: Can’t Take That Away from Me (Verkäufe: + 400.000)[2]
- 2012: Agápē

### EPs
- 2014: #LoveJo
- 2015: III.
- 2015: #LoveJo2

## Singles

### Als Leadmusikerin
| Jahr | Titel Album                       | Höchstplatzierung, Gesamtwochen, AuszeichnungChartplatzierungen (Jahr, Titel, Album, Platzierungen, Wochen, Auszeichnungen, Anmerkungen) | Höchstplatzierung, Gesamtwochen, AuszeichnungChartplatzierungen (Jahr, Titel, Album, Platzierungen, Wochen, Auszeichnungen, Anmerkungen) | Höchstplatzierung, Gesamtwochen, AuszeichnungChartplatzierungen (Jahr, Titel, Album, Platzierungen, Wochen, Auszeichnungen, Anmerkungen) | Höchstplatzierung, Gesamtwochen, AuszeichnungChartplatzierungen (Jahr, Titel, Album, Platzierungen, Wochen, Auszeichnungen, Anmerkungen) | Höchstplatzierung, Gesamtwochen, AuszeichnungChartplatzierungen (Jahr, Titel, Album, Platzierungen, Wochen, Auszeichnungen, Anmerkungen) | Anmerkungen                                           |
| Jahr | Titel Album                       | DE | AT | CH | UK | US | Anmerkungen                                           |
| ---- | --------------------------------- | --- | --- | --- | --- | --- | ----------------------------------------------------- |
| 2004 | Leave (Get Out) JoJo              | DE9 (17 Wo.)DE | AT16 (23 Wo.)AT | CH5 (30 Wo.)CH | UK2 Platin · (11 Wo.)UK | US12 Gold · (29 Wo.)US | Erstveröffentlichung: 24. Februar 2004                |
| 2004 | Baby It’s You JoJo                | DE15 (9 Wo.)DE | AT41 (7 Wo.)AT | CH14 (15 Wo.)CH | UK8 (9 Wo.)UK | US22 Gold · (18 Wo.)US | Erstveröffentlichung: 6. September 2004 feat. Bow Wow |
| 2005 | Not That Kinda Girl JoJo          | DE85 (3 Wo.)DE | — | — | — | — | Erstveröffentlichung: 15. Februar 2005                |
| 2006 | Too Little Too Late The High Road | DE30 (11 Wo.)DE | AT40 (12 Wo.)AT | CH53 (15 Wo.)CH | UK4 Platin · (16 Wo.)UK | US3 Platin · (22 Wo.)US | Erstveröffentlichung: 15. August 2006                 |
| 2007 | Anything The High Road            | — | — | — | UK21 (6 Wo.)UK | — | Erstveröffentlichung: 7. Mai 2007                     |
| 2011 | Disaster –                        | — | — | — | — | US87 (1 Wo.)US | Erstveröffentlichung: 29. August 2011                 |

Weitere Singles
- 2006: How to Touch a Girl
- 2011: Demonstrate
- 2015: When Love Hurts
- 2016: Fuck Apologies (feat. Wiz Khalifa)
- 2016: FAB. (feat. Remy Ma)
- 2019: Joanna
- 2019: Sabotage (feat. Chika)
- 2020: Man
- 2020: What U Need
- 2020: The Change
- 2021: American Mood
- 2021: Creature of Habit
- 2021: Worst (I Assume)

### Als Gastmusikerin
- 2005: Come Together Now (als Teil von Artists for Hurricane Relief)
- 2011: Sucks to Be You (Clinton Sparks feat. LMFAO & JoJo)
- 2016: Recognize (Skizzy Mars feat. JoJo)
- 2019: Say So (PJ Morton feat. JoJo)
- 2019: It Don’t Matter (Jacob Collier feat. JoJo)
- 2020: Damage Is Done (Y2K & JoJo)
- 2020: Slow Motion (Lindsey Lomis feat. JoJo)
- 2021: Dirty Laundry (Parson James & JoJo)
- 2025: In It With You (Craig David & JoJo)

## Statistik

### Chartauswertung
|                     | DE    | AT    | CH    | UK    | US    |
| ------------------- | ----- | ----- | ----- | ----- | ----- |
| Nummer-eins-Alben   | DE—DE | AT—AT | CH—CH | UK—UK | US—US |
| Top-10-Alben        | DE—DE | AT—AT | CH—CH | UK—UK | US3US |
| Alben in den Charts | DE1DE | AT—AT | CH2CH | UK3UK | US4US |

|                       | DE    | AT    | CH    | UK    | US    |
| --------------------- | ----- | ----- | ----- | ----- | ----- |
| Nummer-eins-Singles   | DE—DE | AT—AT | CH—CH | UK—UK | US—US |
| Top-10-Singles        | DE1DE | AT—AT | CH1CH | UK3UK | US1US |
| Singles in den Charts | DE4DE | AT3AT | CH3CH | UK4UK | US4US |

### Auszeichnungen für Musikverkäufe
| Goldene Schallplatte - Australien - 2005: für die Single Baby It’s You - 2007: für die Single Too Little Too Late - Brasilien - 2024: für die Single Too Little Too Late - Dänemark - 2007: für die Single Too Little Too Late - Kanada - 2007: für das Album The High Road - Neuseeland - 2004: für die Single Leave (Get Out) - 2021: für das Album JoJo | Platin-Schallplatte - Australien - 2004: für die Single Leave (Get Out) - Kanada - 2004: für das Album JoJo - Neuseeland - 2022: für die Single Too Little Too Late |

Anmerkung: Auszeichnungen in Ländern aus den Charttabellen bzw. Chartboxen sind in ebendiesen zu finden.
| Land/RegionAuszeichnungen für Musikverkäufe (Land/Region, Auszeichnungen, Verkäufe, Quellen) | Gold       | Platin     | Verkäufe  | Quellen                           |
| -------------------------------------------------------------------------------------------- | ---------- | ---------- | --------- | --------------------------------- |
| Australien (ARIA)                                                                            | 2× Gold2   | Platin1    | 140.000   | aria.com.au                       |
| Brasilien (PMB)                                                                              | Gold1      | —          | 30.000    | pro-musicabr.org.br               |
| Dänemark (IFPI)                                                                              | Gold1      | —          | 7.500     | Einzelnachweise                   |
| Deutschland (BVMI)                                                                           | Gold1      | —          | 100.000   | musikindustrie.de                 |
| Kanada (MC)                                                                                  | Gold1      | Platin1    | 150.000   | musiccanada.com                   |
| Neuseeland (RMNZ)                                                                            | 2× Gold2   | 2× Platin2 | 42.500    | aotearoamusiccharts.co.nz NZ2 NZ3 |
| Vereinigte Staaten (RIAA)                                                                    | 3× Gold3   | 2× Platin2 | 3.500.000 | riaa.com                          |
| Vereinigtes Königreich (BPI)                                                                 | 2× Gold2   | 2× Platin2 | 1.000.000 | bpi.co.uk                         |
| Insgesamt                                                                                    | 13× Gold13 | 7× Platin7 |           |                                   |